# Kuniharu Nakamoto
Kuniharu Nakamoto (jap. 中本 邦治, Nakamoto Kuniharu; * 29. Oktober 1959 in der Präfektur Hiroshima) ist ein ehemaliger japanischer Fußballspieler.

## Nationalmannschaft
1987 debütierte Nakamoto für die japanische Fußballnationalmannschaft. Nakamoto bestritt fünf Länderspiele. Mit der japanischen Nationalmannschaft qualifizierte er sich für die Junioren-Fußballweltmeisterschaft 1979.